# Edward Kenneth Braxton
Edward Kenneth Braxton (28 de junho de 1944) é um ministro americano e bispo católico romano emérito de Belleville.
O arcebispo de Chicago, John Patrick Cody, ordenou-o sacerdote em 13 de maio de 1970.
Em 28 de março de 1995, o Papa João Paulo II o nomeou Bispo Auxiliar de São Luís e Bispo Titular de Macomades Rusticiana. O Arcebispo de São Luís, Justino Francisco Rigali, o consagrou em 17 de maio do mesmo ano; Co-consagradores foram Paul Albert Zipfel, Bispo de Bismarck, e James Terry Steib SVD, Bispo de Memphis.
Ele foi nomeado bispo de Lake Charles em 12 de dezembro de 2000 e foi empossado em 22 de fevereiro do ano seguinte. Foi nomeado bispo de Belleville em 15 de março de 2005 e foi empossado em 22 de junho do mesmo ano.
Em 3 de abril de 2020, o Papa Francisco aceitou a renúncia de Edward Kenneth Braxton por motivos de idade.